# Eyakia robusta
Eyakia robusta är en kräftdjursart som först beskrevs av Edward Morell Holmes 1908.  Eyakia robusta ingår i släktet Eyakia och familjen Phoxocephalidae. Inga underarter finns listade i Catalogue of Life.